# Citroën C1
Citroën C1 er en personbil fra Citroën, der blev introduceret i Danmark i 2005. Modellen er udviklet i samarbejde med Peugeot og Toyota. 
Citroën C1 produceres sammen med søstermodellerne Peugeot 107 og Toyota Aygo ved Toyota Peugeot Citroën Automobile Czech (TPCA) i Tjekkiet. Den fås med to motorer. En 1.0 benzinmotor, der er hentet fra Daihatsu Sirion, og en neddroslet 1.4 commonrail diesel HDi fra Peugeot og Citroën. Teknikken på de tre biler er stort set ens, mens der er enkelte forskelle på designet.

## Motorer
| Model    | Motor- kode | Cylindre / ventiler | Slagvolume cm3   | Effekt / omdr.        | Moment         |
| -------- | ----------- | ------------------- | ---------------- | --------------------- | -------------- |
| Benzin   |             |                     |                  |                       |                |
| 1.0i 12V | 1KR-FE      | 3 / 12              | 1 L (998 cm³)    | 50 kW (68 hk) / 6.000 | 93 Nm / 3.600  |
| Diesel   |             |                     |                  |                       |                |
| 1.4 HDi  | DV4         | 4 / 8               | 1,4 L (1398 cm³) | 40 kW (54 hk) / 4.000 | 130 Nm / 1.750 |

## Billeder
Klik på billederne for at se dem i stort format.
- Citroën C1 5-dørs
- Citroën C1 3-dørs
- Citroën C1 Interiør

- Wikimedia Commons har flere filer relateret til Citroën C1